# 石牌 (宜蘭)
石牌，舊名湖底嶺，位於台灣宜蘭縣與新北市的交界處，為北宜公路的最高點，宜蘭縣政府與新北市政府於此處設立石牌縣界公園，此處位於大小金面山的最高點，蘭陽平原與太平洋一覽無遺，稱為“金面大觀”為新蘭陽八景之一。

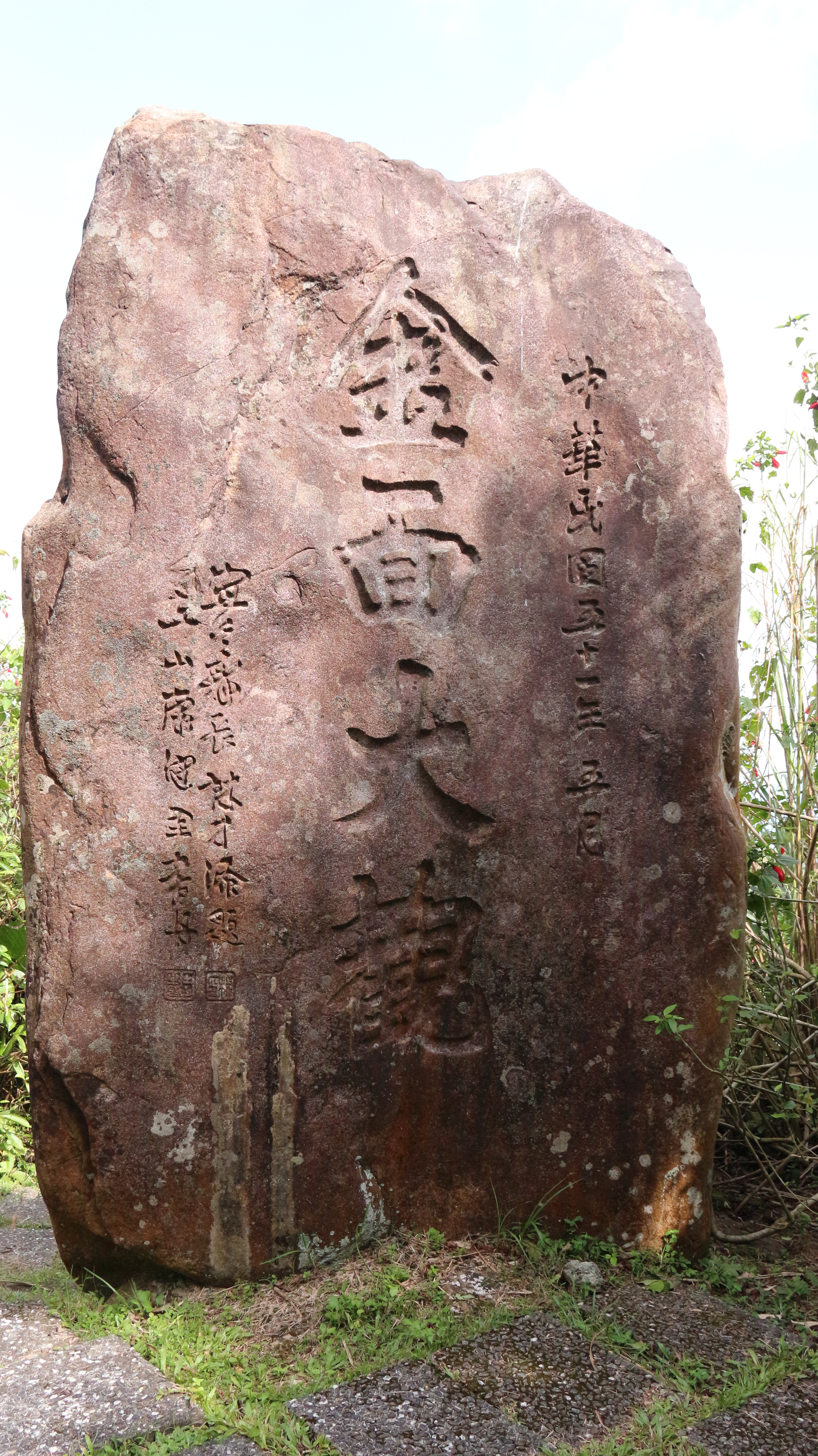
縣界公園旁石碑

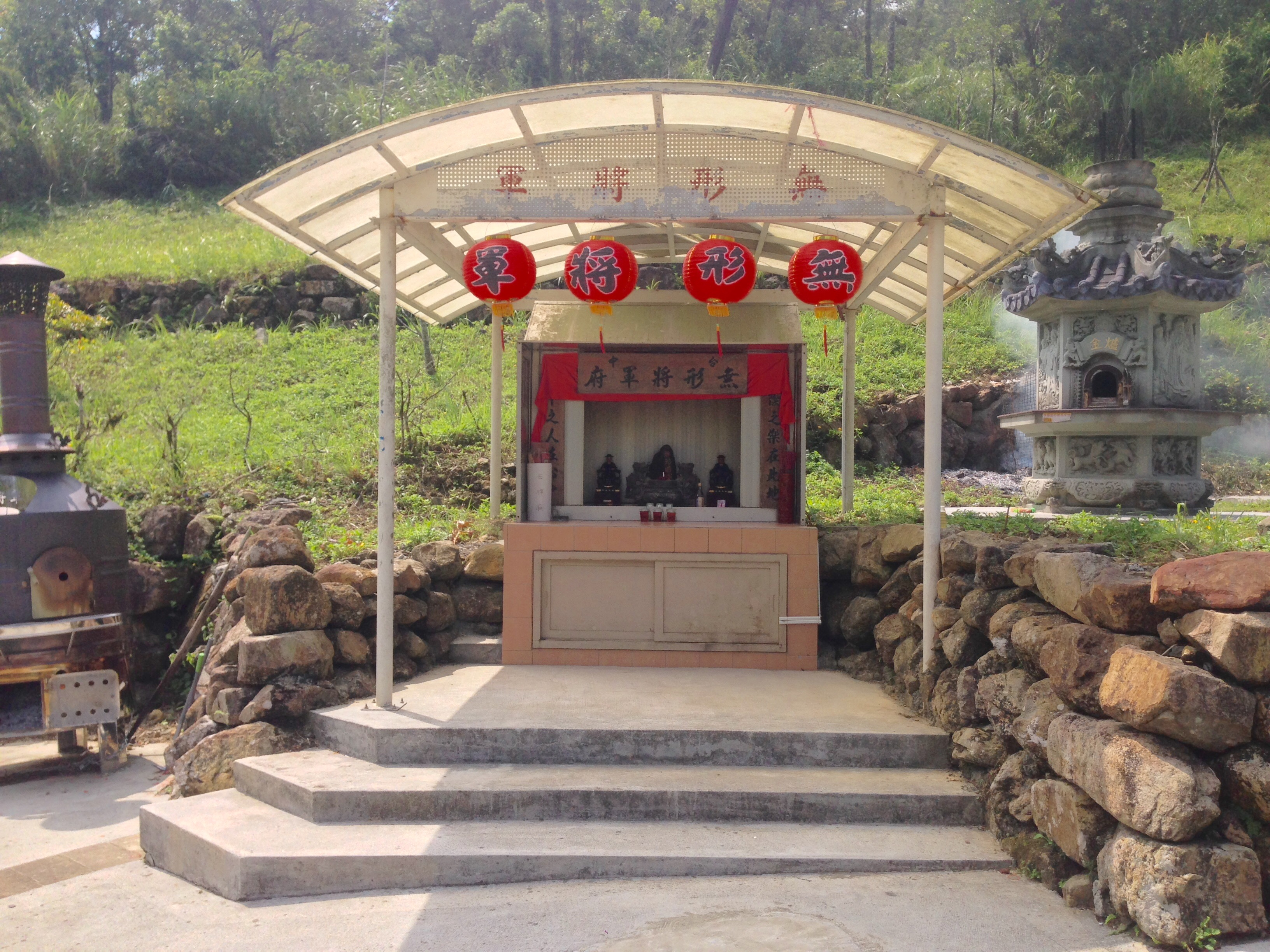
無形將軍府

地名的由來，據說是在1900年北宜公路開通，時任宜蘭廳長的西鄉菊次郎曾於此處刻有“湖底嶺開路碑”，由台灣總督兒玉源太郎題刻篆額“平塹雲開”，紀念當時開路的艱辛過程，因而後人稱此處為石牌。現址立有新北市與宜蘭縣之縣界碑，及北宜公路殉職先靈紀念碑。